# Havsvalladalens naturreservat
Havsvalladalens naturreservat är ett naturreservat i Torsby kommun i Värmlands län.
Området är naturskyddat sedan 2020 och är 1601 hektar stort. Reservatet ligger öster om Höljessjön och består av vattendraget Havsvallan sp, omges av blockrik natur med brandpräglad tallskog.